# Hirsisaari (ö i Norra Savolax, Kuopio, lat 62,70, long 27,38)
Hirsisaari är en ö i Finland. Den ligger i sjön Kutunjärvi och i kommunen Kuopio i den ekonomiska regionen  Kuopio ekonomiska region  och landskapet Norra Savolax, i den centrala delen av landet, 300 km norr om huvudstaden Helsingfors. Öns area är 1,7 hektar och dess största längd är 250 meter i öst-västlig riktning.